# Ялчин, Гювен
Гювен Ялчин (тур. и нем. Güven Yalçın; родился 18 января 1999 года в Дюссельдорфе, Германия) — турецкий и немецкий футболист, нападающий клуба «Аланьяспор». Выступал за сборную Турции.

## Клубная карьера
Ялчин — воспитанник немецкого клуба «Байер 04». Летом 2018 года Гювен вернулся на историческую родину, подписав контракт с «Бешикташом». 23 августа в квалификационном поединке Лиги Европы против белградского «Партизана» Ялчин дебютировал за новый клуб. 29 сентября 2018 года в матче против «Кайсериспора» он дебютировал в турецкой Суперлиге, заменив во втором тайме Рикарду Куарежму. 11 ноября в поединке против «Сивасспора» Гювен забил свой первый гол за «Бешикташ».
В начале 2021 года Ялчин на правах аренды перешёл в итальянский «Лечче». 13 февраля в матче против «Кремонезе» он дебютировал в итальянской Серии B. По окончании аренды Гювен вернулся в «Бешикташ».

## Международная карьера
В 2018 году Ялчин в составе юношеской сборной Турции принял участие в юношеском чемпионате Европы в Финляндии. На турнире он сыграл в матче против Англии, сборной Франции и Украины. В поединке против англичан Гювен отметился забитым мячом.
30 мая 2019 года в товарищеском матче против сборной Греции Ялчин дебютировал за сборную Турции.